# Druga prawda
Druga prawda – amerykańsko-brytyjsko-japoński dramat sądowy z 1990 na podstawie książki Alana Dershowitza. Oparta na faktach historia procesu apelacyjnego w sprawie barona von Bülowa oskarżonego o próbę zabójstwa żony. W Polsce film był wyświetlany także pod tytułami: Odmiana losu i Apelacja.

## Główne role
- Jeremy Irons – Claus von Bülow(inne języki)
- Glenn Close – Martha „Sunny” von Bülow(inne języki)
- Ron Silver – Alan Dershowitz
- Annabella Sciorra – Sarah
- Fisher Stevens – David Marriott
- Jack Gilpin – Peter MacIntosh, student Dershowitza
- Christine Baranski – Andrea Reynolds, kochanka Clausa
- Stephen Mailer – Elon Dershowitz
- Christine Dunford – Ellen

## Nagrody i nominacje
Oscary za rok 1990
- Najlepszy aktor – Jeremy Irons
- Najlepsza reżyseria – Barbet Schroeder (nominacja)
- Najlepszy scenariusz adaptowany – Nicholas Kazan (nominacja)

Złote Globy 1990
- Najlepszy aktor dramatyczny – Jeremy Irons
- Najlepszy dramat (nominacja)
- Najlepsza reżyseria – Barbet Schroeder (nominacja)
- Najlepszy scenariusz – Nicholas Kazan (nominacja)